# Hylte/Halmstad VBK
Hylte/Halmstad Volleybollklubb (även H/H Volley)  är en volleybollklubb från Hyltebruk och Halmstad i Sverige. Klubben bildades genom en sammanslagning 2012 av Hylte VBK (bildad 1980) och IF Halmstad Volley. Hylte VBK  bildades 1980, med ett ursprung i Drängsereds GoIF.
Hylte Halmstad har både herrlag och damlag i den högsta svenska serien: Elitserien (för herrar/för damer.
Herrlaget har, antingen i nuvarande konstellation eller som Hylte VBK, blivit svenska mästare tio gånger: 1995, 1996, 2000, 2001, 2005, 2006, 2013, 2018, 2021 och 2022, medan damlaget blivit svenska mästare tre gånger (2014, 2021 och 2022). Herrlaget har vunnit Grand Prix i volleyboll sex gånger (2000, 2001, 2005, 2008, 2013 och 2021) medan damlaget vunnit tävlingen två gånger (2021, 2025)
Vid herrarnas mästerskapsvinst den 25 april 2006, besegrade laget Falkenbergs VBK i en femte och avgörande finalmatch. Säsongen 2006/2007 förlorade Hylte dock mot Falkenberg och slutade tvåa, och 2008 tog slutspelet slut redan i kvartsfinalen efter förlust mot Örkelljunga. Damlaget blev svenska mästarinnor 2014. 2017 tog båda lagen silver på Grand Prix som spelades i Uppsala.Säsongen 2017/18 blev Hylte/Halmstad svenska mästare efter att ha besegrat Linköpings VC i tre raka matcher.

## Aktuell herrtrupp (24/25)[40]
| Nr | Land                    | Pos | Namn                    |
| -- | ----------------------- | --- | ----------------------- |
| 2  | Sverige                 | S   | Joel Isaksson           |
| 3  | Sverige                 | OH  | Sebastian Martinez Ayre |
| 4  | Sverige                 | OH  | Max Petersson           |
| 5  | Sverige                 | L   | Axel Grave              |
| 7  | Sverige                 | MB  | Teodor Nilsson          |
| 8  | Sverige                 | OH  | Erik Ask                |
| 10 | Sverige                 | MB  | Lucas Gustavsson        |
| 11 | Sverige                 | OH  | Adam Karlsson           |
| 12 | Bosnien och Hercegovina | OP  | Edin Mehić              |
| 14 | Sverige                 | S   | Elias Sjölund           |
| 17 | Litauen                 | OP  | Tomas Vilimas           |
| 18 | Ukraina                 | MB  | Bohdan Mazenko          |
| 23 | Sverige                 | L   | Felix Blystad           |

Elitserien: Silver
Grand Prix: Brons

## Aktuell damtrupp (24/25)[41]
| Nr | Land     | Pos  | Namn                          |
| -- | -------- | ---- | ----------------------------- |
| 1  | Uruguay  | OH   | Sofia Neves Terilli           |
| 2  | Sverige  | S/OP | Sonja Grahn                   |
| 3  | Sverige  | S    | Emmy Gustafsson               |
| 4  | Sverige  | L    | Klara Julevik                 |
| 5  | Sverige  | MB   | Evelina Eriksson (volleyboll) |
| 6  | Sverige  | OH   | Joanna Åkesson                |
| 7  | Ukraina  | OH   | Nataliia Strelnikova          |
| 8  | Sverige  | L    | Ida Andersson (volleyboll)    |
| 9  | Lettland | OH   | Kristīne Leskinoviča          |
| 10 | Kroatien | OP   | Stela Vukasović               |
| 11 | Sverige  | S    | Philippa Tinnert              |
| 12 | Sverige  | MB   | Tilda Jepson                  |
| 17 | Sverige  | MB   | Zeinab Kamara                 |

Elitserien: Silver
Grand Prix: Guld

## Historik

### Spelare 2020/2021 Herrlaget
| Nr | Land      | Pos  | Namn               |
| -- | --------- | ---- | ------------------ |
| 1  | Sverige   | Pass | Fredrik Holgersson |
| 3  | Polen     | P    | Maciej Madej       |
| 5  | Sverige   | C    | Bartosz Sulinski   |
| 6  | Sverige   | L    | Nils Åkerman       |
| 7  | Sverige   | S    | Jakob Tegenrot     |
| 8  | Sverige   | S    | Marcus Nilsson     |
| 9  | Sverige   | S    | Peter Lundgren     |
| 10 | Brasilien | C    | Pedro Mendes       |
| 11 | Sverige   | C    | Philip Pettersson  |
| 12 | Sverige   | S    | Rasmus Collin      |
| 13 | USA       | S    | Michael Michelau   |
| 15 | Sverige   | S    | Arno Slipac        |
| 34 | Sverige   | C    | Lucas Gustavsson   |

### Fotnoter
1. ↑  ”En del av HYLTE/HALMSTAD VOLLEYS HISTORIA”. Hylte/Halmstad VBK. Arkiverad från originalet den 30 juni 2022. https://web.archive.org/web/20220730004345/https://www.hhvolley.se/historia-gammal/. Läst 28 april 2022.
2. 1 2  https://www.hhvolley.se/hyltehalmstadvbk/kontakt
3. ↑  http://www.hhvolley.se/
4. ↑  Bernt Himmelstedt (30 november 1991). [No Url! ”följd”]. sid. 333. No Url!.
5. ↑  ”SM-slutspel 2011”. Svenska Volleybollförbundet. https://svbf-web.dataproject.com/CompetitionMatches.aspx?ID=3&PID=7. Läst 26 april 2023.
6. ↑  ”Slutspel 2012”. Svenska Volleybollförbundet. https://svbf-web.dataproject.com/CompetitionMatches.aspx?ID=12&PID=21. Läst 8 oktober 2022.
7. ↑  ”SM-slutspel 2013”. Svenska Volleybollförbundet. https://svbf-web.dataproject.com/CompetitionMatches.aspx?ID=19&PID=25. Läst 9 oktober 2022.
8. ↑  ”Grand Prix 2014”. Svenska Volleybollförbundet. https://svbf-web.dataproject.com/CompetitionMatches.aspx?ID=38&PID=61. Läst 29 april 2023.
9. ↑  https://svbf-web.dataproject.com/CompetitionHome.aspx?ID=37
10. ↑  ”Grand Prix 2015”. Svenska Volleybollförbundet. https://svbf-web.dataproject.com/CompetitionMatches.aspx?ID=48&PID=71. Läst 29 april 2023.
11. ↑  ”SM-slutspel 2015”. Svenska Volleybollförbundet. https://svbf-web.dataproject.com/CompetitionHome.aspx?ID=47. Läst 5 maj 2022.
12. ↑  ”Grand Prix 2015/16”. Svenska Volleybollförbundet. https://svbf-web.dataproject.com/CompetitionMatches.aspx?ID=62&PID=85. Läst 29 april 2023.
13. ↑  ”SM-slutspel 2015/16”. Svenska Volleybollförbundet. https://svbf-web.dataproject.com/CompetitionHome.aspx?ID=61. Läst 15 maj 2022.
14. ↑  ”Grand Prix 2016/17”. Svenska Volleybollförbundet. https://svbf-web.dataproject.com/CompetitionMatches.aspx?ID=71&PID=94. Läst 29 april 2023.
15. ↑  ”SM-slutspel 2016/17”. Svenska Volleybollförbundet. https://svbf-web.dataproject.com/CompetitionHome.aspx?ID=70. Läst 5 maj 2022.
16. ↑  ”Grand Prix 2017/18”. Svenska Volleybollförbundet. https://svbf-web.dataproject.com/CompetitionMatches.aspx?ID=96&PID=137. Läst 29 april 2023.
17. ↑  ”SM-slutspel Dam 2017/18”. Svenska Volleybollförbundet. https://svbf-web.dataproject.com/CompetitionMatches.aspx?ID=99&PID=141. Läst 5 maj 2022.
18. ↑  ”Grand Prix Damer 2018/19”. Svenska Volleybollförbundet. https://svbf-web.dataproject.com/CompetitionMatches.aspx?ID=129&PID=189. Läst 29 april 2023.
19. ↑  ”SM-slutspel Damer 2018/19”. Svenska Volleybollförbundet. https://svbf-web.dataproject.com/CompetitionMatches.aspx?ID=130&PID=191. Läst 5 maj 2022.
20. ↑  ”Grand Prix Damer 2019/20”. Svenska Volleybollförbundet. https://svbf-web.dataproject.com/CompetitionMatches.aspx?ID=167&PID=240. Läst 29 april 2023.
21. ↑  ”Elitserien Damer 2019/20”. Svenska Volleybollförbundet. https://svbf-web.dataproject.com/CompetitionStandings.aspx?ID=146&PID=198. Läst 5 maj 2022.
22. ↑  ”Grand Prix Damer 2020/21”. Svenska Volleybollförbundet. https://svbf-web.dataproject.com/CompetitionHome.aspx?ID=233. Läst 12 maj 2022.
23. ↑  https://svbf-web.dataproject.com/CompetitionHome.aspx?ID=234
24. ↑  https://svbf-web.dataproject.com/CompetitionMatches.aspx?ID=281&PID=363
25. ↑  ”SM-slutspel Damer 2022/23”. Svenska Volleybollförbundet. https://svbf-web.dataproject.com/CompetitionMatches.aspx?ID=333&PID=433. Läst 25 april 2023.
26. ↑  ”Grand Prix Damer 2023/24”. Svenska Volleybollförbundet. https://svbf-web.dataproject.com/CompetitionMatches.aspx?ID=377&PID=479. Läst 8 mars 2024.
27. ↑  ”SM Dam 2023/24 - SM-slutspel Damer 2023/24”. Svenska Volleybollförbundet. https://svbf-web.dataproject.com/CompetitionMatches.aspx?ID=381&PID=484. Läst 23 april 2024.
28. 1 2 3 4  ”Svenskt volleybollarkiv” (på engelska). Svenska Volleybollförbundet. https://volleybollarkiv.exaf.se/volleyboll/svenska-mastare. Läst 5 november 2023.
29. ↑  https://svbf-web.dataproject.com/CompetitionHome.aspx?ID=18
30. ↑  https://svbf-web.dataproject.com/CompetitionHome.aspx?ID=98
31. ↑  https://svbf-web.dataproject.com/CompetitionHome.aspx?ID=235
32. ↑  https://svbf-web.dataproject.com/CompetitionHome.aspx?ID=280
33. ↑  https://nto.pl/trener-siatkowki-z-opola-patryk-fogel-bedzie-pracowal-w-szwedzkim-hyltehalmstad-volley/ar/c2-14293811
34. ↑  Carl Fredrik Johansson (22 juli 2022). ”Två raka SM-guld – här är mästarlagets nye tränare”. Hallandsposten. https://www.hallandsposten.se/sport/volleyboll/tva-raka-sm-guld-har-ar-mastarlagets-nye-tranare.60e599db-44ec-4f2e-9b4d-30a2247f2ff9. Läst 30 augusti 2024.
35. 1 2  ”En del av HYLTE/HALMSTAD VOLLEYS HISTORIA”. Hylte/Halmstad VBK. Arkiverad från originalet den 30 juli 2022. https://web.archive.org/web/20220730004345/https://www.hhvolley.se/historia-gammal/. Läst 28 april 2022.
36. ↑  ”Producerat av Data Project”. svbf-web.dataproject.com. https://svbf-web.dataproject.com/CompetitionHome.aspx?ID=403. Läst 23 juli 2025.
37. ↑  ”Producerat av Data Project”. svbf-web.dataproject.com. https://svbf-web.dataproject.com/CompetitionHome.aspx?ID=402. Läst 23 juli 2025.
38. ↑  ”90-talet”. Svenska Volleybollförbundet. http://iof3.idrottonline.se/SvenskaVolleybollforbundet/volleyboll/Omvolleyboll/Historik/SvenskaMastaregenomtiderna/90-talet/. Läst 19 februari 2015.
39. 1 2  ”2010-talet”. Svenska Volleybollförbundet. http://iof3.idrottonline.se/SvenskaVolleybollforbundet/volleyboll/Omvolleyboll/Historik/SvenskaMastaregenomtiderna/2010-talet/. Läst 19 februari 2015.
40. ↑  ”Hylte/Halmstad VBK » rosters :: Volleybox” (på engelska). Volleybox. Arkiverad från originalet den 10 juni 2024. http://web.archive.org/web/20240610202030/https://volleybox.net/hyltehalmstad-vbk-t1549/players. Läst 23 juli 2025.
41. ↑  ”Hylte/Halmstad » rosters :: Women Volleybox” (på engelska). Women Volleybox. Arkiverad från originalet den 18 maj 2024. http://web.archive.org/web/20240518001019/https://women.volleybox.net/hyltehalmstad-t5421/players. Läst 23 juli 2025.